# Macrosiphum orthocarpus
Macrosiphum orthocarpus är en insektsart som beskrevs av Davidson 1909. Macrosiphum orthocarpus ingår i släktet Macrosiphum och familjen långrörsbladlöss. Inga underarter finns listade i Catalogue of Life.